# Ruske (okres Mukačevo)
Ruske, česky dříve Ruskoje (ukrajinsky Руське, maďarsky Orosztelek) je ves na Ukrajině, v Zakarpatské oblasti, v okrese Mukačevo, ve vesnické komunitě Velyki Lučky, v obci Rakošino. V roce 2024 zde žilo 916 obyvatel.

## Historie
Ves Ruske byla založena v roce 1391. Jedna řada domů na východě vesnice se jmenovala Kiš Ruskovo (ukrajinsky: Кіш Руськово). V období mezi světovými válkami byla ves (pod názvem „Ruskoje“) součástí první československé republiky.

## Církevní stavby
- Chrám sv. Ducha (z roku 1824)
- Chrám Ochrany Matky Boží (z roku 1928) – kostel byl postaven úsilím emigrantského důstojníka z Ruska (pozdějšího arcikněze) Vsevoloda Kolomatského (a podle jeho projektu), který byl určitou dobu jeho kurátorem a jehož manželka a dítě jsou v kostele pohřbeny. Kostel má zajímavý tvar – spojení rysů tradiční ruské pravoslavné stavby a moderních trendů počátku 20. století.

## Externí odkazy

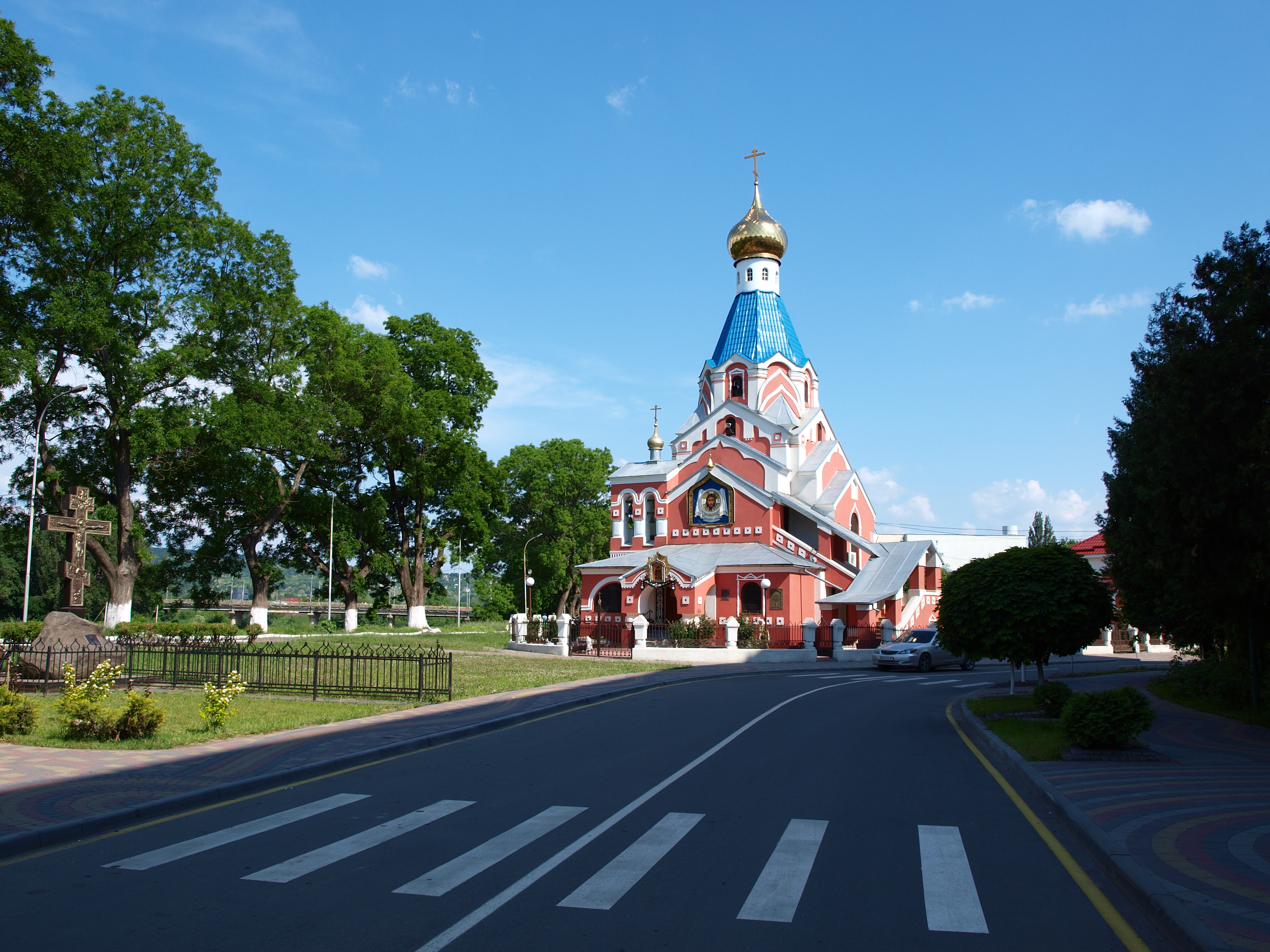
Chrám Ochrany Matky Boží